# 中村芝翫 (4代目)

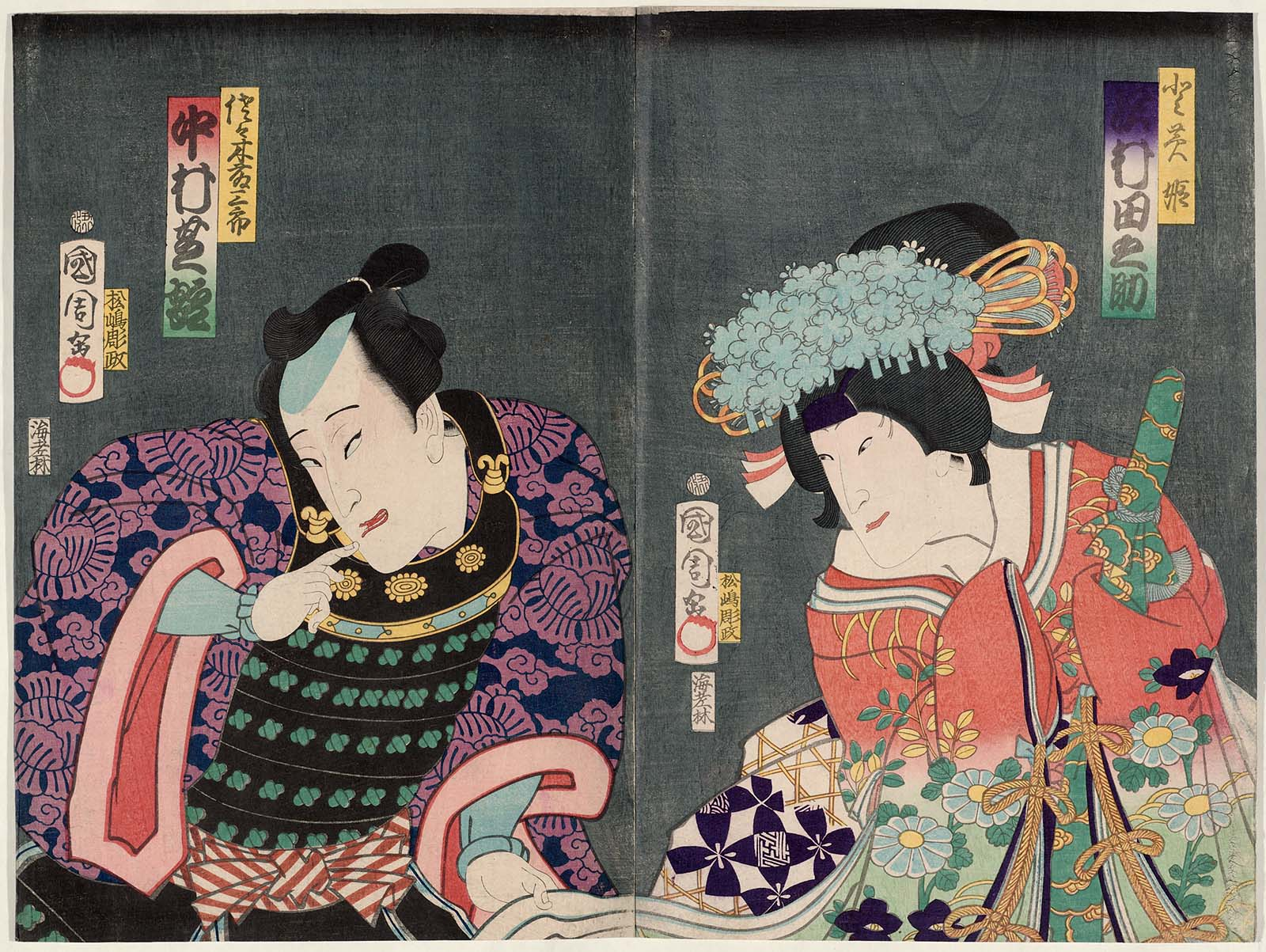
「鎌倉三代記　絹川村」より　四代目中村芝翫の佐々木藤三郎（左）と三代目澤村田之助の時姫（右）　豊原国周作　1865年

四代目 中村 芝翫（なかむら しかん、天保2年3月3日〈1831年4月15日〉 - 明治32年〈1899年〉1月16日）は、歌舞伎役者。屋号は成駒屋。俗に「大芝翫」（おおしかん）と呼ばれた名優。

## 概要
大坂道頓堀に歌舞伎役者中村富四郎の長男として生まれる。中村玉太郎、中村政之助、中村駒三郎の芸名を経て、1838年(天保9年)、四代目中村歌右衛門の養子となる。同年江戸に下り翌年3月、初代中村福助を名乗る。1860年（万延元年）7月四代目中村芝翫を襲名。1863年(文久3年)には守田座座頭になる。以後は江戸の舞台で活躍する。美しい容貌で、いくらがんばっても本物のように描けないと浮世絵師を嘆かせたという。人気も物凄く、名人と呼ばれた四代目市川小團次も、芝翫には勝てず、一時は大坂へ帰ろうかと思ったり、他の俳優が、彼を舞台でいじめる役が居なくなって困ったほどだった。その美しい姿は今日も錦絵や舞台写真で窺うことができる。
立役・実悪・女形を兼ね、時代物世話物も得意。ことに父四代目歌右衛門から仕込まれた所作事は絶品だった。
口跡に秀でておらずしかも科白覚えが悪く、舞台では常に黒子が科白だしの後見をしていたほどであった。このことは、芝翫が初演時に演じた『白浪五人男』の南郷力丸でも「特に科白を覚えるのがきらいだ」と二代目河竹新七（黙阿弥）に書かれるほど知られていた。しかし複雑な踊りの手順はことごとく覚えていたという。後年、九代目市川團十郎と『二人道成寺』を踊った時は、團十郎が汗だくなのに対し芝翫は涼しげな顔で周囲を驚嘆させたという。

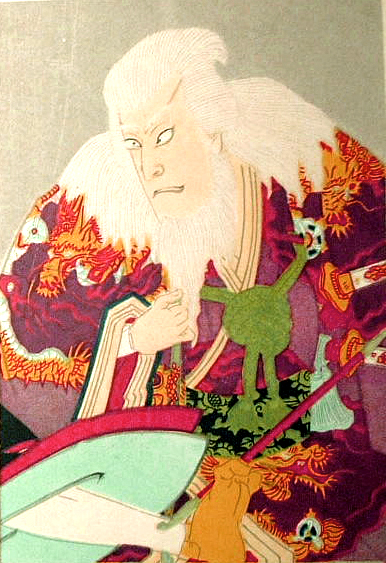
豊原国周 画『江戸櫻』の「髭ノ意休」

実生活でも逸話の多い人で、養子の四代目中村福助（後の五代目中村歌右衛門）が地球儀を見せて、ここが日本ですと教えると「べらぼうめ、日本がそんなに狭いわけがねえ」と怒り出す。そこでアメリカを指して日本ですと言ったら「あたりめえよ、そうでなくちゃいけねえ」と答えた。近所で火事が起ると、なにもかもほったらかして見物に行った。
温厚篤実な性格だったが、覇気に欠ける嫌いがあった。それがわざわいし、明治以降は古風な芸が時代に合わなくなっていった。また、口跡の悪さが年と共にひどくなり、科白覚えが悪いことが新作に向かないなどの理由で、大舞台からは遠ざけられ、小芝居に出るようになった。特に1893年（明治26年）、巡業中の多治見で『法界坊』を上演中に足を負傷し、演技に支障をきたすようになるなど、ますます精彩を欠き晩年は不遇であった。
それでも時折歌舞伎座の舞台に立った。実際の舞台に接した岡本綺堂は、芝翫の顔立ちの良さは九代目團十郎の比ではないほど立派なもので、あの鋭い目で見得をすると他の俳優が光を失うと述懐している。墓所は多磨霊園。
当り役は『妹背山婦女庭訓』の大判事、『寿曽我対面』の工藤祐経、『熊谷陣屋』の熊谷直実、『助六』の髭の意休、『義経腰越状』の五斗兵衛、『山門』の石川五右衛門、『夏祭浪花鑑』の團七、『金閣寺』の松永大膳、『日高川』の船頭、『隅田川続俤』の法界坊、『鎌倉三代記』の佐々木高綱。所作事は『六歌仙容彩』、『京鹿子娘道成寺』。

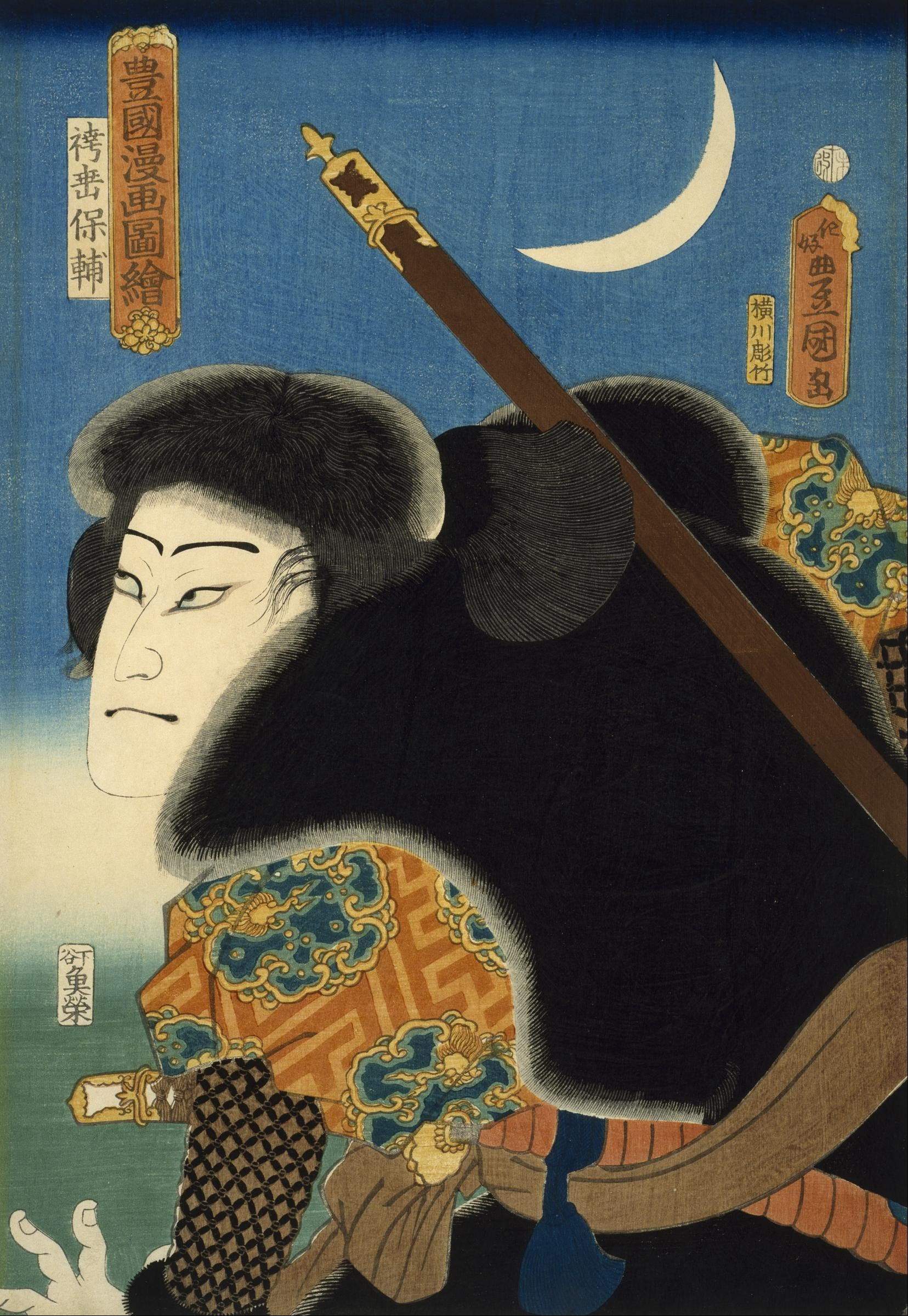
袴垂保輔（三代目歌川豊国作）（1851年）